# Corey-Kim-Oxidation

Übersicht der Corey-Kim-Oxidation, R^{1}steht für eine Organylgruppe (Aryl- oder Alkylrest), R^{2} steht für ein Wasserstoffatom oder eine Organylgruppe.

Die Corey-Kim-Oxidation oder auch Corey-Kim-Reaktion wurde erstmals 1972 von dem amerikanischen Chemiker Elias James Corey und Choung Un Kim beschrieben. Die Reaktion erlaubt es, primäre bzw. sekundäre Alkohole durch die Zugabe von gasförmigem Chlor (Cl2) und Dimethylsulfid zu den entsprechenden Aldehyden bzw. Ketonen zu oxidieren. Sie ist einfach in der Handhabung, sehr selektiv und effizient. 
Die Corey-Kim-Oxidation ist verwandt mit der Dess-Martin-Oxidation, der Swern-Oxidation und der Pfitzner-Moffatt-Oxidation.

## Mechanismus
Zunächst setzt man Dimethylsulfid (1) mit Chlor (Cl2) um, wodurch sich das Sulfonium-Salz (2) bildet. Diesem fügt man einen primären oder sekundären Alkohol zu, den man oxidieren möchte.  Dadurch bildet sich Molekül 4, welches durch Umlagerung von Elektronenpaaren Chlorwasserstoff (kurz: HCl) aus dem Molekül abgehen lässt und selbst zu einem Dimethylalkoxyalkan 5 wird. 5 und 6 sind zwei mesomere Grenzstrukturen. Arbeitet man dies nun mit einer Base (hier Triethylamin) auf, so wird eine Methylgruppe des Schwefels deprotoniert, wodurch man das Sulfonium-Ylid 7 erhält. Durch eine β-Eliminierung mit cyclischem Übergangszustand spaltet sich das zum Beginn eingesetzte Dimethylsulfid ab und es bildet sich der gewünschte Aldehyd (R1 = organischer Rest, R2 = Wasserstoffatom) oder das gewünschte Keton (R1, R2 = organischer Rest). Das Dimethylsulfid fungiert somit in dieser Reaktion lediglich als Katalysator. 

Die Abbildung zeigt den Mechanismus der Corey-Kim Oxidation, R^{1} ist eine Organylgruppe (Aryl- oder Alkylrest), R^{2} steht für ein Wasserstoffatom oder eine Organylgruppe.

Im Laborgebrauch wird statt Chlor (Cl2) auch häufig N-Chlorsuccinimid (kurz: NCS) verwendet, da so die Bildung von Chlorwasserstoff verhindert werden kann. In der Industrie wird dies jedoch aus Kostengründen unterlassen.